# بیوچیپ میکروفلوئیدی گریز از مرکز

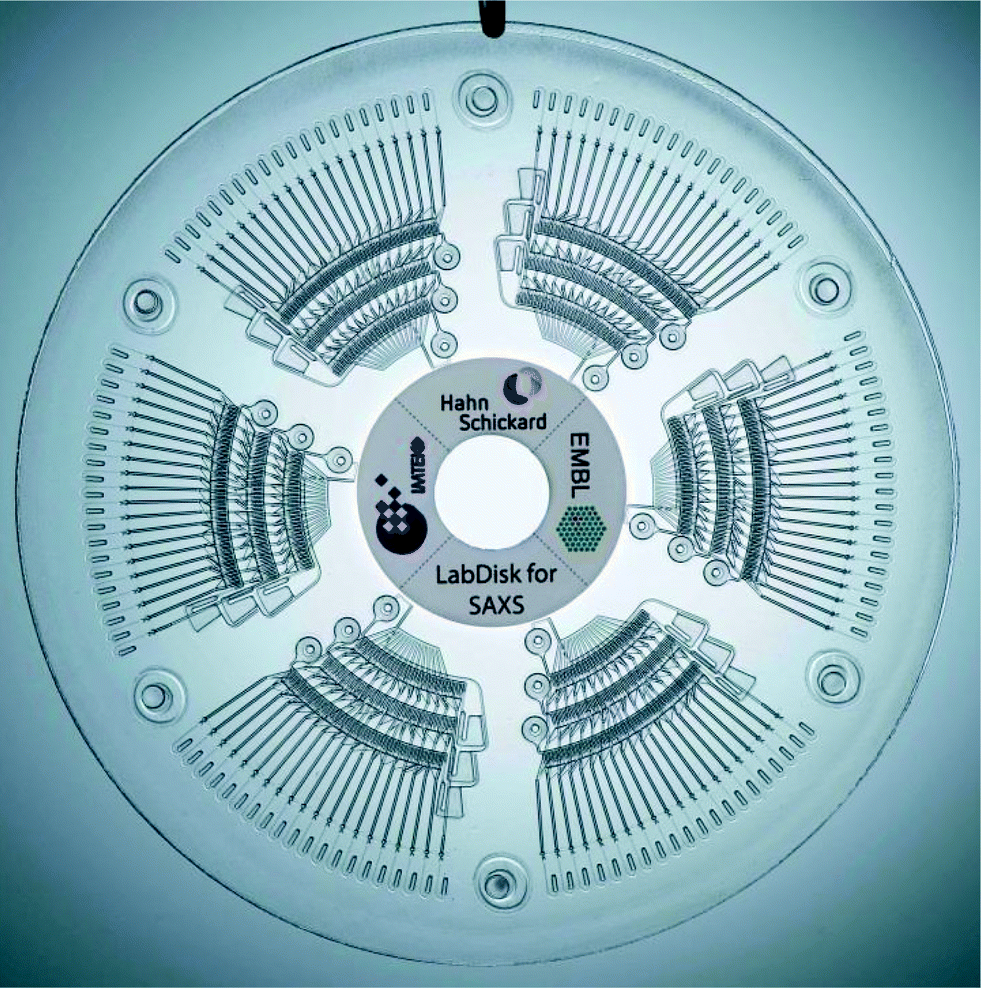

بیوچیپ میکروفلوئیدی گریز از مرکز یا بیوچیپ میکروفلوئیدی سانتریفوژی (به انگلیسی: Centrifugal micro-fluidic biochip) نوعی تکنولوژی آزمایشگاه-روی-چیپ است که می‌تواند پروسه‌هایی مانند جداسازی، مخلوط کردن، واکنش‌ها و شناسایی مولکول‌هایی در ابعاد نانو را در یک پلتفرم، مانند CD یا DVD انجام دهد.
این بیودیسک ادغامی از چندین تکنولوژی در حوزه‌های مختلف است. طراح قبل از طراحی جزئیات ریزساختارهای موجود در این دیسک باید با پروسه آزمایش‌های زیست‌شناسی آشنا باشد. عناصر پایه مانند دریچه‌ها، واحدهای مخلوط کردن و جداسازی باید تعبیه شوند تا پروسه آزمایش انجام شود. قواعد پایه موجود در این ساختارهای میکروفلوئیدی شامل نیروی گریز از مرکز، اثر کوریولیس و کشش سطحی است. تکنیک‌های میکرومچینگ (فابریکیشن) شامل طراحی، طرح نگار نوری و چاپ فلزی تا زمان ایجاد شدن طرح استفاده می‌شوند. زمانی که تست روی بیودیسک موفق بود، تکنیک پیچیده شناسایی آغاز می‌شود. از روش‌های پرکاربرد در این زمینه می‌توان به ایمنی‌سنجی اشاره کرد. مرحله نهایی دریافت اطلاعات از بیودیسک به وسیله یک درایو و طراحی سخت‌افزار یا نرم‌افزاری است که بتواند این عملکرد را داشته باشد.
اگر این بیودیسک‌ها به تولید گسترده برسند، اثر بزرگی روی صنعت و پزشکی می‌گذارند، به خصوص در کشورهای در حال توسعه که تجهیزات با دقت تشخیص بالا در دسترس نیست. در کشورهای توسعه یافته نیز افرادی که بخواهند آزمایش‌های معمول را در خانه انجام دهند، می‌توانند از این تکنولوژی استفاده کنند.

## طراحی ساختار
طراحی این ساختارها روی قواعد میکروفلوئیدیک و اجزای تیپیک مورد استفاده در این پلتفرم بنا شده است.

### قواعد
قواعد این بیوچیپ‌ها شامل نیروهای پایه و همچنین قواعد کنترل جریان است. برای یک ذره موجود در جریان نیروهای پایه نیروی گریز از مرکز، نیروی کوریولیس، ویسکوزیته و نیروی اویلر است.
نیروی گریز از مرکز نقشی مانند یک پمپ در به جریان آوردن مایع را دارد. این نیرو منبع اصلی برای انتقال جریان مایع از لایه‌های داخلی‌تر دیسک به سمت لایه‌های خارجی است. بزرگی نیروی گریز از مرکز با دو کمیت فاصله ذره از مرکز (r) و سرعت چرخش (سرعت زاویه ای) (ω) تعیین می‌شود.
{\displaystyle F=mr\omega ^{2}}
(m جرم جسم است)
نیروی کوریولیس زمانی ایجاد می‌شود که سرعت مایع دارای یک مؤلفه در راستای شعاع حرکت باشد. این نیرو عموماً کوچک‌تر از نیروی گریز از مرکز است. وقتی که سرعت زاویه‌ای به حد کافی بزرگ باشد این نیرو جریان مایع را تغییر می‌دهد و از این اثر برای جداکردن مایعات در واحد جداسازی پلتفرم استفاده می‌شود.
{\displaystyle F=2m\omega v}
(v سرعت مایع است)
نیروی اویلر با شتاب زاویهای تعیین می‌شود.
{\displaystyle F=mr{\frac {d\omega }{dt}}}
نیروی ویسکوزیته از نیروهای مهم دیگر است.
کشش سطحی نقش مهمی در تنظیم جریان مایع دارد. وقتی مایع از مقاطع مختلف عبور می‌کند، کشش سطحی نیروی گریز از مرکز از را متعادل می‌کند و در نتیجه جریان مایع را بلوکه می‌کند. سرعت چرخش بیشتری نیاز است تا مایع وارد محفظه بعدی شود؛ بنابراین پروسه به جریان درآوردن مایع در چندین مرحله انجام می‌شود.

### اجزای تیپیک
واحدهای مختلفی در ساختار این دیوایس وجود دارد که شامل دریچه‌ها، اندازه‌گیری حجم، مخلوط-کن و تغییر جریان می‌شود. این واحدها ساختارهای مختلفی را برای کاربردهای گوناگون ایجاد می‌کنند.
دریچه‌ها تعادل بین نیروی گریز از مرکز و کشش سطحی را برقرار می‌کنند. وقتی نیروی گریز از مرکز کوچک‌تر باشد مایع در محفظه اول می‌ماند، وقتی نیروی گریز از مرکز در نتیجه افزایش سرعت چرخش از کشش سطحی بیشتر شود مایع از دریچه عبور می‌کند و وارد محفظه بعدی می‌شود. از این قاعده می‌توان برای کنترل جریان به وسیله تنظیم سرعت چرخش دیسک استفاده کرد. دریچه‌های متداول دریچه‌های آب گریز، آب دوست، سیفون و دریچه‌های کیسه مانند هستند.

اندازه‌گیری حجم یک عملکرد تیپیک میکروفلوییدیک‌های سانتریفوگال است که برای دستیابی به مقدار معینی از واکنش دهنده مایع استفاده می‌شود. این عملکرد به سادگی با اتصال یک کانال برای جریان اضافه به محفظه استفاده ایجاد می‌شود. وقتی مایع به حد کانال تعبیه شده برسد بقیه مایع به محفظه مواد زائد که به کانال متصل است وارد می‌شود.

مخلوط کردن

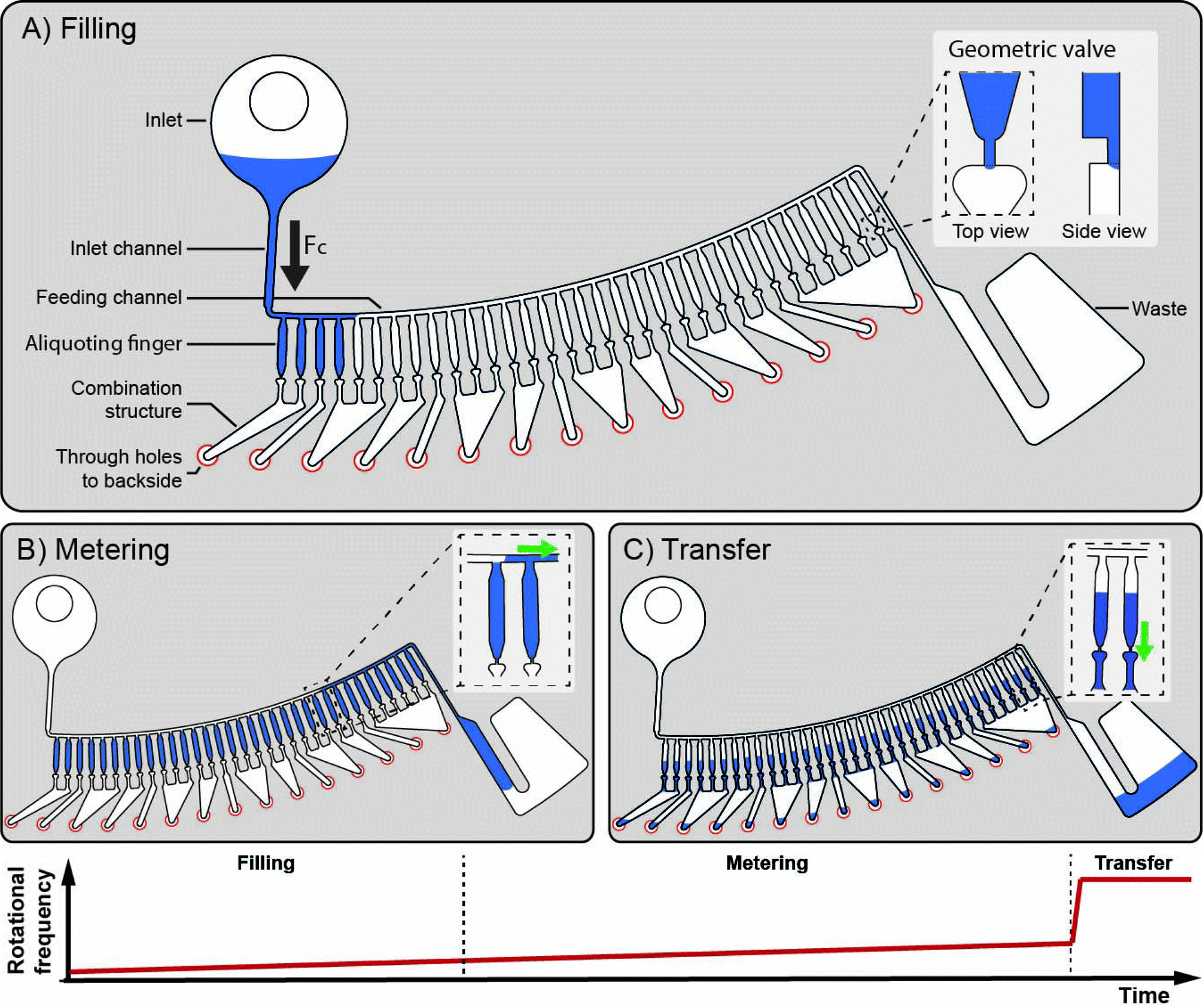

یکی از اعمال مهم در میکروفلوئیدی مخلوط کردن است که باعث می‌شود واکنش‌دهنده‌های مختلف با هم مخلوط شوند تا آنالیزهای بعدی انجام شود. در ابعاد میکرو به دلیل محدود بودن مایع و عدد رینولد کوچک این کار به سختی انجام می‌گیرد. یکی از متدهای متداول چرخاندن دیسک در جهات مختلف است، یک بار ساعتگرد و بار دیگر پادساعتگرد.

## آزمایش و شناسایی
آماده‌سازی نمونه
قبل از واکنش دادن مواد با واکنش دهنده‌ها باید آنها را برای واکنش آماده کرد. برای آزمایش خون ابتدا باید سلول‌ها را با نیروی سانتریفیوژ جدا کرد. سدیمانتاسیون سلول‌های خونی از پلاسما با چرخاندن دیسک برای مدت معینی به دست می‌آید. بعد از جداسازی مرحله لیز سلولی باید انجام شود تا ژنوم یا پروتئین‌های سلول آزاد شوند تا بتوان روی آن آزمایش کرد. روش‌های معمول لیز سلولی شامل روش‌های شیمیایی و فیزیکی می‌شود. در روش شیمیایی از دترجنت‌ها یا آنزیم‌ها برای شکستن غشا استفاده می‌شود. لیز فیزیکی به وسیله برخورد بیدها به سلول‌ها به دست می‌آید.
آزمایش الایزا و FIA

«ایمنی سنجی» ابزار استانداردی در تشخیص‌های بالینی است. این تست بر پایه شناسایی آنتی‌بادی یا آنتی‌ژن است و معمولاً به وسیله علامت زدن آن‌ها با برچسب‌های فلورسنت یا آنزیمی انجام می‌شود. مراحل شست‌وشو، مخلوط‌کردن و انکوباسیون زمان زیادی می‌برد، اما وقتی از تکنولوژی میکروفلوئیدیک استفاده شود زمان تشخیص کوتاه می‌شود.

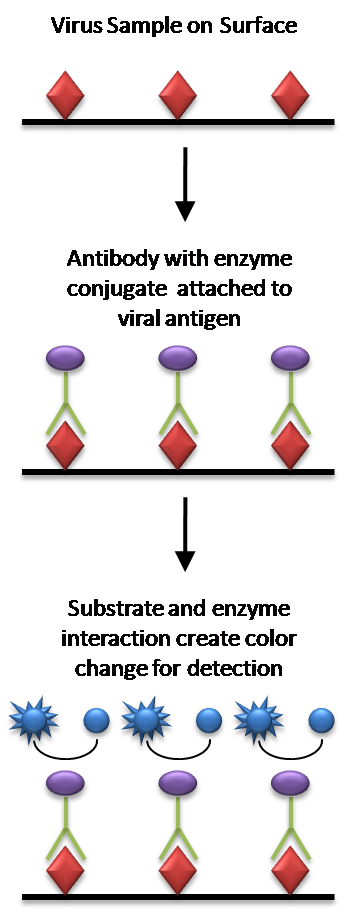

در روش الایزا آنزیم‌ها از مجموعه آنتی‌ژن-آنتی‌بادی یک سیگنال معین تولید می‌کنند. در مرحله اول آنتی‌ژن‌های موجود به کانالی که در آن آنتی‌بادی‌ها کت شده‌اند اضافه می‌شوند. سپس آنتی‌بادی‌های شناساگر اضافه می‌شوند تا به آنتی‌ژن متصل شوند. در مرحله بعد آنزیم اضافه می‌شود تا به آنتی‌بادی شناساگر متصل شود. در انتها وقتی سوبسترا اضافه شود به وسیله آنزیم به یک ماده قابل شناسایی تبدیل می‌شود. طبق این اصول «ایمنی‌سنج میکروفلوئیدی» روی یک دیسک دیجیتال تطبیق‌پذیر ساخته شد. تفاوت روش FIA و الایزا استفاده از برچسب‌های فلورسنت به جای آنزیم است. این روش نیز روی دیسک‌های میکروفلوئیدیک قابل اجراست.
هیبریداسیون ریزآرایه دی‌ان‌ای

ریزآرایه نوکلئیک‌اسید به ابزار مناسبی برای آنالیز ژنی، نمایش بیان ژن‌ها و آزمایش‌های تشخیصی تبدیل شده‌اند. پروسه این آنالیزها در ۵ مرحله صورت می‌گیرد. در مرحله اول سطح کانال‌ها در حضور ازن با UV تابیده می‌شود تا یک سطح آب‌دوست باتراکم بالای گروه‌های اسید کربوکسیلیک ایجاد شود. سپس مولکول‌های شناساگر مثل بیوتین،DNA یا IgG به وسیله پیوند آمیدی به سطح پلی‌کربنی متصل می‌شوند. در مرحله سوم مولکول‌های هدف که با برچسب‌های فلورسنت علامت‌گذاری شده‌اند با این مولکول‌های شناساگر جفت می‌شوند. در مرحله چهارم و پنجم نانوذرات طلا و نقره اضافه می‌شوند تا اندازه ذرات افزایش یابد. نور فلورسنت ایجاد شده به وسیله درایو دریافت می‌شود.

## دریافت سیگنال
سیستم شناسایی با یک جزء دریافت سیگنال کامل می‌شود. در حال حاضر ۳ نوع سیستم برای دریافت سیگنال داریم. نوع اول تغییر سخت‌افزار و نرم‌افزار است که به علت هزینه بالا قابل انجام در کشورهای در حال توسعه نیست. نوع دوم با سخت‌افزارهای موجود، ولی با نرم‌افزار جدید انجام می‌شود و نوع سوم با نرم‌افزار و سخت‌افزارهای معمول انجام می‌شود.
روش خواندن دیسک به نوع سیستم بستگی ندارد و ۲ روش برای آن وجود دارد، روش AAS و روش ERD.